# Oak Ridges—Markham (circonscription provinciale)
Circonscription électorale provinciale du Canada
Oak Ridges—Markham est une ancienne circonscription provinciale de l'Ontario représentée à l'Assemblée législative de l'Ontario de 2007 à 2018.

## Géographie
La circonscription comprenait:
- La ville de Whitchurch-Stouffville
- Une partie du canton de King
- Une partie des villes de Richmond Hill et de Markham
- Les communautés de Ballantrae, Gormley (en), Kettleby, King City, Lake Wilcox, Lloydtown, Nobleton, Oak Ridges, Pottageville, Schomberg, Snowball et Temperanceville

## Historique
| Législature | Années    | Député | Député        | Parti   |
| --- | --------- | ------ | ------------- | ------- |
| Circonscription issue de Markham, Vaughan–King–Aurora et York North                                                     |           |        |               |         |
| 39e | 2007–2011 |        | Helena Jaczek | Libéral |
| 40e | 2011–2014 |        | Helena Jaczek | Libéral |
| 41e | 2014–2018 |        | Helena Jaczek | Libéral |
| Circonscription dissoute parmi Markham—Stouffville, King—Vaughan, Markham—Unionville et Aurora—Oak Ridges—Richmond Hill |           |        |               |         |

## Circonscription fédérale
Depuis les élections provinciales ontariennes du 4 octobre 2007, l'ensemble des circonscriptions provinciales et des circonscriptions fédérales sont identiques.